# Israel Militosean
Israel Militosean (n. 17 august 1968, Leninakan, Republica Sovietică Socialistă Armeană, URSS) este un halterofil ce a reprezentat Uniunea Republicilor Sovietice Socialiste și Armenia, medaliat olimpic. A participat la 3 ediții ale Jocurilor Olimpice (1988, 1992, 1996) în care a câștigat o medalie de aur și o medalie de argint.